# アピタ桑名店
アピタ桑名店（アピタくわなてん）は、三重県桑名市中央町にあるユニー株式会社のショッピングセンター「アピタ桑名」の核店舗である。

## 概要
ユニーの三重県2店目として、1996年3月22日に開業。その後2004年3月19日に店舗西側を増床し、現在の店舗となる。
アピタの旗艦店として位置付けられており、2018年10月9日の本社移転に伴い関西営業部のサテライトオフィスが設置される予定である。

## テナント
1階、2階ともに建物東側を核テナントのアピタ桑名店が占める。
建物西側は衣料品店、雑貨店、飲食店などの専門店街となっている。

## 付近の施設
- 桑名駅
- 桑名市総合医療センター
- 桑名郵便局
- くわなメディアライヴ（桑名市立中央図書館）
- 桑名市民会館
- 桑名市体育館
- 桑名市立精義小学校